# Jennifer Harman
Jennifer C. Harman-Traniello (Reno, Nevada, 29 de novembro de 1964) é uma jogadora profissional de pôquer estadunidense. Harman tem dois braceletes da World Series of Poker (WSOP) e atualmente é patrocinada pelo site de pôquer Full Tilt Poker.

## Braceletes
| Ano  | Torneio                             | Prêmio (US$) |
| ---- | ----------------------------------- | ------------ |
| 2000 | $5,000 No Limit Deuce-to-Seven Draw | $146,250     |
| 2002 | $5,000 Limit Hold'em                | $212,440     |